# Джо-Дейвисс
Джо-Де́йвисс (англ. Jo Daviess County) — округ в штате Иллинойс, США. Официально образован в 1827 году. По состоянию на 2010 год, численность населения составляла 22 691 человека.

## География
По данным Бюро переписи США, общая площадь округа равняется 1 603,212 км2, из которых 1 556,592 км2 суша и 18,000 км2 или 2,900 % это водоёмы.

## Население
По данным переписи населения 2010 года в округе проживает 22 691 жителей в составе 9 524 домашних хозяйств и 6 436 семей. Плотность населения составляет 14,00 человек на км2. На территории округа насчитывается 13 587 жилых строений, при плотности застройки около 8,00-ми строений на км2. Расовый состав населения: белые — 96,90 %, афроамериканцы — 0,70 %, коренные американцы (индейцы) — 0,10 %, азиаты — 0,40 %, гавайцы — 0,00 %, представители других рас — 1,00 %, представители двух или более рас — 0,90 %. Испаноязычные составляли 2,70 % населения независимо от расы.
В составе 23,00 % из общего числа домашних хозяйств проживают дети в возрасте до 18 лет, 55,30 % домашних хозяйств представляют собой супружеские пары, проживающие вместе, 6,50 % домашних хозяйств представляют собой одиноких женщин без супруга, 32,40 % домашних хозяйств не имеют отношения к семьям, 26,80 % домашних хозяйств состоят из одного человека, 12,50 % домашних хозяйств состоят из престарелых (65 лет и старше), проживающих в одиночестве. Средний размер домашнего хозяйства составляет 2,36 человека, и средний размер семьи 2,85 человека.
Возрастной состав округа: 22,40 % — моложе 18 лет, 4,30 % — от 18 до 24, 20,30 % — от 25 до 44, 31,30 % — от 45 до 64, и 31,30 % — от 65 и старше. Средний возраст жителя округа — 42 года. На каждые 100 женщин приходится 101,60 мужчин. На каждые 100 женщин старше 18 лет приходится 99,90 мужчин.
Средний доход на домохозяйство в округе составлял 49 992 USD, на семью — 60 185 USD. Среднестатистический заработок мужчины был 40 935 USD против 30 585 USD для женщины. Доход на душу населения составлял 28 839 USD. Около 5,90 % семей и 8,80 % общего населения находились ниже черты бедности, в том числе — 12,10 % молодежи (тех, кому ещё не исполнилось 18 лет) и 7,10 % тех, кому было уже больше 65 лет.